# Etika
Etika je filozofska disciplina koja proučava moral; ona je filozofija morala, koja istražuje smisao i ciljeve moralnih normi, osnovne kriterije za moralno vrednovanje, kao i uopće zasnovanost i izvor morala.
Etika prije svega pripada filozofiji koja proučava ljudsko ponašanje koje je prihvaćeno pod određenim moralnim aspektom. Ona je normativna znanost, a norme odlučuju o specifičnom karakteru etike i tako ju razlikuju od drugih znanosti.

## Podjela etike
Po kriteriju cilja čovjekova praktičnog djelovanja, etika se dijeli na:
- eudaimonizam
- hedonizam
- utilitarizam

Po kriteriju porijekla moralne obveze, etika se dijeli na:
- autonomnu etiku
- heteronomnu etiku

Po kriteriju odnosa pojedinca i društva, etika se dijeli na:
- individualnu etiku
- socijalnu etiku

Po kriteriju važenja etičkih zapovijedi, etika se dijeli na:
- etiku biti
- situacijsku etiku

Po kriteriju sadržaja svijesti i namjeri svijesti, etika se dijeli na:
- deontološku etiku (etiku dužnosti, etiku moralne nastrojenosti)
- etiku odgovornosti (koja se dalje konkretizira primjerice u medicinskoj etici, znanstvenoj etici itd.)

Po kriteriju sadržaja pravila djelovanja, etika se dijeli na:
- (formalna) etika dužnosti
- (materijalna) etika vrijednosti

Po kriteriju utemeljenja moralnog zahtjeva, etika se dijeli na:
- normativnu etiku, utemeljenu na apriornom zahtjevu, o tome što načelno treba vrijediti moralnim, kako djelovanje treba biti
- deskriptivnu (empirijsku) etiku, o tome koji i kakav moral stvarno vlada, kako djelovanje jest

Metaetika (etika analitičke filozofije) jezično-analitički istražuje korištenje moralnih izraza, iskaza, načina argumentiranja.
Primijenjena etika odnosi se na praktičnu primjenu moralnih razmatranja.

## Glavni etički pojmovi
- Moral
- Dobro
- Savjest
- Zlo
- Sloboda
- Sreća
- Ljubav
- Vrlina
- Identitet